# Gohar Gasparjan
Gohar Gasparjan, arménsky Գոհար Գասպարյան, (14. prosince 1924 Káhira, Egypt – 16. května 2007, Jerevan) byla arménská operní pěvkyně přezdívaná arménský slavík.

## Životopis
Narodila se v arménské rodině v Káhiře a studovala na místní hudební akademii. V roce 1948 se přestěhovala do sovětské Arménie spolu s tisíci dalšími Armény z Blízkého východu. V roce 1949 začala vystupovat v arménské opeře a nastudovala během své kariéry 23 oper. Koncertovala a učila v Jerevanu na státní konzervatoři. Získala ocenění Národní umělec SSSR, Hrdina socialistické práce a řád Mesropa Maštoce.
Je pohřbena na Pantheonu v centru města Jerevan.